# Grande Prémio de Manga
O Grande Prémio de Manga (português europeu) ou Grande Prêmio de Mangá (português brasileiro) (マンガ大賞, Manga Taishō, em inglês:  Cartoon Grand Prize) é um prémio anual japonês, instituído em 2008, atribuído a indústria de manga. O galardão é entregue por um comité especial composto inteiramente por oitenta e nove funcionários de livrarias responsáveis pela secção do manga dos seus locais. Esta característica diferencia o galardão de outros semelhantes que dependem da avaliação dos editores e editoras. O comité visa promover as obras e os novos autores, nomeando as obras com oito ou menos volumes, lançadas um ano antes da cerimónia.
O sistema consiste numa primeira fase de qualificação, onde cada membro do comité escolhe no máximo cinco obras, as dez mais votadas são as nomeadas. A segunda fase determina o vencedor através de votos.
A obra vencedora da primeira edição foi Gaku: Minna no Yama do mangaka Shinichi Ishizuka, contabilizando um total de sessenta e oito pontos ganhos. Em segundo lugar ficou Yotsuba&! de Kiyohiko Azuma, com quarenta e nove pontos e em terceiro ficou Umimachi Diary 1: Semishigure no Yamugoro de Akimi Yoshida, com quarenta e dois pontos.

## Vencedores e nomeados
| Ano  | Vencedor                                                                           | Nomeados | Referências |
| ---- | ---------------------------------------------------------------------------------- | --- | ----------- |
| 2008 | Gaku: Minna no Yama de Shinichi Ishizuka (68 pontos)                               | - Moyashimon de Masayuki Ishikawa | [ 1 ] [ 2 ] |
| 2009 | Chihayafuru de Yuki Suetsugu (102 pontos)                                          | - Uchū Kyōdai de Chūya Koyama (94 pontos) - Sangatsu no Lion de Chica Umino (65 pontos) - Shinya Shokudō de Yarō Abe (47 pontos) - Seishun Shōnen Magazine 1978-1983 de Makoto Kobayashi (46 pontos) - Saint Onii-san de Hikaru Nakamura (45 pontos) - Tomehane! Suzuri Kōkō Shodōbu de Katsutoshi Kawai (43 pontos) - Mama ha Tenparist de Akiko Higashimura (36 pontos) - Toriko de Mitsutoshi Shimabukuro (25 pontos) - Yondemasuyo, Azazel-san de Kubo Yasuhisa (15 pontos) | [ 3 ]       |
| 2010 | Thermae Romae de Mari Yamazaki (94 pontos)                                         | - Uchū Kyōdai de Chūya Koyama (89 pontos) - Bakuman de Tsugumi Ohba e Takeshi Obata (60 pontos) - I Am a Hero de Kengo Hanazawa (55 pontos) - Otoko no Isshō de Keiko Nishi (48 pontos) - Mushi to Uta: Ichikawa Haruko Sakuhin-Shū de Haruko Ichikawa (47 pontos) - Kuragehime de Akiko Higashimura (46 pontos) - Moteki de Mitsurō Kubo (44 pontos) - Kōkō Kyūji Zawa-san de Eriko Mishima (25 pontos) - Aoi Honō de Kazuhiko Shimamoto (23 pontos) | [ 4 ]       |
| 2011 | Sangatsu no Lion de Chica Umino (75 pontos)                                        | - Otoyomegatari de Kaoru Mori (55 pontos) - I Am a Hero de Kengo Hanazawa (51 pontos) - Hana no Zubora-Meshi de Masayuki Kusumi e Etsuko Mizusawa (50 pontos) - Shitsuren Chocolatier de Setona Mizushiro (47 pontos) - Sayonara mo Iwazu ni de Kentarō Ueno (42 pontos) - Shingeki no Kyojin de Hajime Isayama (41 pontos) - Kokkoku de Seita Horio (38 pontos) - Mashiro no Oto de Marimo Ragawa (36 pontos) - Drifters de Kouta Hirano (35 pontos) - Don't Cry Girl de Tomoko Yamashita (35 pontos) - Omo ni Naitemasu de Akiko Higashimura (27 pontos) - Saru de Daisuke Igarashi (21 pontos) | [ 5 ]       |
| 2012 | Gin no Saji de Hiromu Arakawa (76 pontos)                                          | - Giga Tokyo Toy Box de Ume (61 pontos) - Nobunaga Concerto de Ayumi Ishii (57 pontos) - Shōwa Genroku Rakugo Shinjū de Haruko Kumota (49 pontos) - 25-ji no Bakansu de Haruko Ichikawa de (46 pontos) - Drifters de Kouta Hirano (43 pontos) - Gurazeni de Yūji Moritaka e Keiji Adachi (41 pontos) - I Am a Hero de Kengo Hanazawa (40 pontos) - Getenrou de Masakazu Ishiguro (37 pontos) - Takasugi-san-chi no O-Bentou de Nozomi Yanahara (37 pontos) - Hibi Rock de Katsumasa Enokiya (32 pontos) - Aku no Hana de Shūzō Oshimi (28 pontos) - Shigatsu wa Kimi no Uso de Naoshi Arakawa (27 pontos) - Hōzuki no Reitetsu de Natsumi Eguchi (24 pontos) - Tonari no Seki-kun de Takuma Morishige (12 pontos) | [ 6 ]       |
| 2013 | Umimachi Diary de Akimi Yoshida (89 pontos)                                        | - Otoyomegatari de Kaoru Mori (78 pontos) - Ballroom e Yōkoso de Tomo Takeuchi (78 pontos) - Hi Score Girl de Rensuke Oshikiri (62 pontos) - Ore Monogatari!! de Kazune Kawahara (argumento) e Aruko (desenho) (58 pontos) - Ansatsu Kyoushitsu de Yūsei Matsui (40 pontos) - Kui Ryōko Sakuhin-shū: Seven Little Sons of the Dragon de Ryōko Kui (36 pontos) - Ningen Karimenchū de Taeko Uzugi (35 pontos) - Terra Formars de Yū Sasuga (argumento) e Kenichi Tachibana (desenho) (30 pontos) - Sanzoku Diary de Kentarō Okamoto (29 pontos) - Bokura no Funka-sai de Keigo Shinzō (29 pontos) | [ 7 ]       |
| 2014 | Otoyomegatari de Kaoru Mori (94 pontos)                                            | - Boku Dake ga Inai Machi de Kei Sanbe (82 pontos) - Sayonara, Tama-chan de Kazuyoshi Takeda (66 pontos) - Nanatsu no Taizai de Nakaba Suzuki (59 pontos) - Hikidashi ni Terrarium de Ryōko Kui (54 pontos) - Jūhan Shuttai! de Naoko Matsuda (46 pontos) - One Punch-Man de ONE (argumento) e Yusuke Murata (desenho) (43 pontos) - Ajin de Gamon Sakurai (desenho: volume 1; argumento e desenho: volume 2 adiante) e Tsuina Miura (argumento: somente o volume 1) (32 pontos) - Ashizuri Suizokukan de Panpanya (31 pontos) - Sakamoto desu ga? de Nami Sano (9 pontos) | [ 8 ]       |
| 2015 | Kakukaku Shikajika de Akiko Higashimura (80 pontos)                                | - Kodomo wa Wakatte Agenai de Rettou Tajima (66 pontos) - Koe no Katachi de Yoshitoki Ōima (65 pontos) - Boku Dake ga Inai Machi de Kei Sanbe (57 pontos) - Blue Giant de Shinichi Ishizuka (49 pontos) - Ballroom e Yōkoso de Tomo Takeuchi (40 pontos) - Innocent de Shinichi Sakamoto (38 pontos) - Boku no Hero Academia de Kōhei Horikoshi (36 pontos) - Ōsama-tachi no Viking de Sadayasu e Makoto Fukami (35 pontos) - Kasane de Daruma Matsuura (30 pontos) - Gekkan Shōjo Nozaki-kun de Izumi Tsubaki (28 pontos) - Mahō Tsukai no Yome de Kore Yamazaki (28 pontos) - Houseki no Kuni de Haruko Ichikawa (18 pontos) - Dormitory Tomkins de Fumiko Takano (8 pontos)                                    | [ 9 ]       |
| 2016 | Golden Kamuy de Satoru Noda (91 pontos)                                            | - Dungeon Meshi de Ryōko Kui (78 pontos) - Blue Giant de Shinichi Ishizuka (68 pontos) - Boku Dake ga Inai Machi de Kei Sanbe (55 pontos) - Hyakumanjō Labyrinth de Takamichi (49 pontos) - Nami yo Kiite Kure de Hiroaki Samura (43 pontos) - Koi wa Ameagari no Yō ni de Jun Mayuzuki (42 pontos) - Machida-kun no Sekai de Yuki Andou (38 pontos) - Tokyo Tarareba Musume de Akiko Higashimura (29 pontos) - Okazaki ni Sasagu de Saho Yamamoto (28 pontos) - Tonkatsu DJ Agetarō de Iipyao (argumento) e Yūjirō Koyama (desenho) (25 pontos) | [ 10 ]      |
| 2017 | Hibiki: Shōsetsuka ni Naru Hōhō de Mitsuharu Yanamoto (67 pontos)                  | - Kin no Kuni Mizu no Kuni de Nao Iwamoto (64 pontos) - Dungeon Meshi de Ryōko Kui (63 pontos) - Aoashi de Yūgo Kobayashi e Naohiko Ueno (60 pontos) - Nami yo Kiite Kure de Hiroaki Samura (48 pontos) - Yakusoku no Neverland de Kaiu Shirai (argumento) e Posuka Demizu (desenho) (43 pontos) - Golden Gold de Seita Horio (42 pontos) - Fire Punch de Tatsuki Fujimoto (37 pontos) - High Score Girl de Rensuke Oshikiri (33 pontos) - Karakai Jōzu no Takagi-san de Sōichirō Yamamoto (30 pontos) - Watashi no Shōnen de Hitomi Takano (20 pontos) - Tokyo Tarareba Musume de Akiko Higashimura (18 pontos) - Kūtei Dragons de Taku Kuwabara (9 pontos)                                                      | [ 11 ]      |
| 2018 | Beastars de Paru Itagaki (78 pontos)                                               | - Warera Contactee de Rui Morita (68 pontos) - Nagi no Oitoma de Misato Konari (56 pontos) - Dungeon Meshi de Ryōko Kui (52 pontos) - Fumetsu no anata he de Yoshitoki Ōima (47 pontos) - Runway de Waratte de Kotoba Inoya (46 pontos) - Tongari Bōshi no Atelier de Kamome Shirahama (42 pontos) - Made in Abyss de Akihito Tsukushi (40 pontos) - Eizōken ni wa Te o Dasu na!! de Sumito Ōwara (38 pontos) - Eiga Daisuki Pompo-san de Shogo Sugitani (28 pontos) - Yakusoku no Neverland de Kaiu Shirai (argumento) e Posuka Demizu (desenho) (26 pontos) - Golden Gold de Seita Horio (13 pontos) | [ 12 ]      |
| 2019 | Kanata no Astra de Kenta Shinohara (94 pontos)                                     | - Mystery to Iu Nakare de Yumi Tamura (78 pontos) - Blue Period de Tsubasa Yamaguchi (73 pontos) - Ikoku Nikki de Tomoko Yamashita (45 pontos) - Sazan to Suisei no Shōjo de Yuriko Akase (41 pontos) - Hokuhokusei ni Kumo to Ike de Aki Irie (40 pontos) - Kongōji-san wa Mendōkusai de Minoru Toyoda (39 pontos) - Metamorphose no Engawa de Kaori Tsurutani (38 pontos) - Hakumei to Mikochi de Takuto Kashiki (33 pontos) - Nagi no Oitoma de Misato Konari (25 pontos) - Dungeon Meshi de Ryōko Kui (23 pontos) - Golden Gold de Seita Horio (22 pontos) - 1122 de Peko Watanabe (19 pontos) | [ 13 ]      |
| 2020 | Blue Period de Tsubasa Yamaguchi (69 pontos)                                       | - Spy × Family de Tatsuya Endo (63 pontos) - Skip to Loafer de Misaki Takamatsu (58 pontos) - Nami yo Kiite Kure de Hiroaki Samura (57 pontos) - Mizu wa Umi ni Mukatte Nagareru de Rettō Tajima (56 pontos) - Mystery to Iu Nakare de Rui Morita (54 pontos) - Muchū sa, Kimi ni. de Yama Wayama (50 pontos) - Chainsaw Man de Tatsuki Fujimoto (40 pontos) - Maku Musubi de Shin Hotani (36 pontos) - Ikoku Nikki de Tomoko Yamashita (31 pontos) - Boku no Kokoro no Yabai Yatsu de Norio Sakurai (24 pontos) - Ashita Shinu ni wa de Sumako Kari (20 pontos) | [ 14 ]      |
| 2021 | Sōsō no Frieren de Kanehito Yamada (argumento) e Tsukasa Abe (desenho) (91 pontos) | - Chi: Chikyū no Undō ni Tsuite de Uoto (67 pontos) - Karaoke Iko! de Yama Wayama (64 pontos) - Mizu wa Umi ni Mukatte Nagareru de Rettō Tajima (60 pontos) - Kaiju No. 8 de Naoya Matsumoto (58 pontos) - Onna no Sono no Hoshi de Yama Wayama (57 pontos) - Oshi no Ko de Aka Akasaka (argumento) e Mengo Yokoyari (desenho) (49 pontos) - BL Metamorphosis de Kaori Tsurutani (48 pontos) - Kowloon Generic Romance de Jun Mayuzuki (46 pontos) - Spy × Family de Tatsuya Endo (38 pontos) | [ 15 ]      |
| 2022 | Darwin Jihen de Shun Umezawa (74 pontos)                                           | - Look Back, de Tatsuki Fujimoto (68 pontos) - Hirayasumi, de Keigo Shinzou (66 pontos) - Onna no Sono no Hoshi, de Yama Wayama (63 pontos) - Chi – Chikyuu no Undou ni Tsuite, de Uoto (59 pontos) - Trillion Game, de Riichiro Inagaki e Ryoichi Ikegami (55 pontos) - Dandadan, de Yukinobu Tatsu (53 pontos) - Oshi no Ko, de Aka Akasaka e Mengo Yokoyari (49 pontos) - Umi ga Hashiru End Roll, de John Tarachine (45 pontos) - Jitenshaya-san no Takahashi-kun, de Arare Matsumushi (32 pontos) | [ 16 ]      |
| 2023 | Kore Kaite Shine de Minoru Toyoda (102 pontos)                                     | - Akanebanashi, de Yuki Suenaga e Takamasa Moue (100 pontos); - Onna no Sono no Hoshi, de Yama Wayama (65 pontos); - Seihantai na Kimi to Boku, de Koucha Asagawa (65 pontos); - Tenmaku no Jadugal, de Tomato Soup (59 pontos); - Nippon Sangoku, de Matsuki Ikka (59 pontos); - Goodbye, Eri, de Tatsuki Fujimoto (44 pontos); - Super no Ura de Yani Suu Futari, de Jinushi (34 pontos); - Gekiko Kamen, de Takayuki Yamaguchi (32 pontos); - Takopii no Genzai, de Taizan 5 (29 pontos); - Hikaru ga Shinda Natsu, de Mokumokuren (22 pontos). | [ 17 ]      |

## No Brasil
Diversos dos mangás vencedores do Prêmio Taishô já foram publicados no Brasil.

Thermae Romae, Sangatsu no Lion e Gin no Saji pela editora JBC; Kakukaku Shikajika e Kanata no Astra, pela editora Devir; e Umimachi Diary, Golden Kamuy, Beastars, Blue Period e Sōsō no Frieren pela editora Panini